# دولوريس (كولورادو)
دولوريس (بالإنجليزية: Dolores, Colorado)‏ هي بلدة تقع في مقاطعة مونتيزوما، كولورادو بولاية كولورادو في الولايات المتحدة. تبلغ مساحتها 1.8 (كم²)، وترتفع عن سطح البحر 2114 م، بلغ عدد سكانها 936 نسمة في عام 2010 حسب إحصاء مكتب تعداد الولايات المتحدة وتصل الكثافة السكانية فيها 520 نسمة/كم2.

## وصلات خارجية
- The US50 - Cities and Towns in Colorado State
- Colorado Cities and Towns, Facts, Map, Flag, Colleges, Government, and More